# 리그노세르산
리그노세르산(영어: lignoceric acid) 또는 테트라코산산(영어: tetracosanoic acid)은 화학식이 C23H47COOH 인 24개의 탄소로 구성된 포화 지방산이다. 리그노세르산은 나무 타르, 다양한 세레브로시드, 그리고 대부분의 천연 지방에서 소량으로 발견된다. 땅콩기름의 지방산은 소량의 리그노세르산(1.1%~2.2%)을 함유하고 있다. 또한 리그노세르산은 리그닌 생산의 부산물이기도 하다.
리그노세르산이 환원되면 리그노세릴 알코올을 생성한다.